# InterCargo

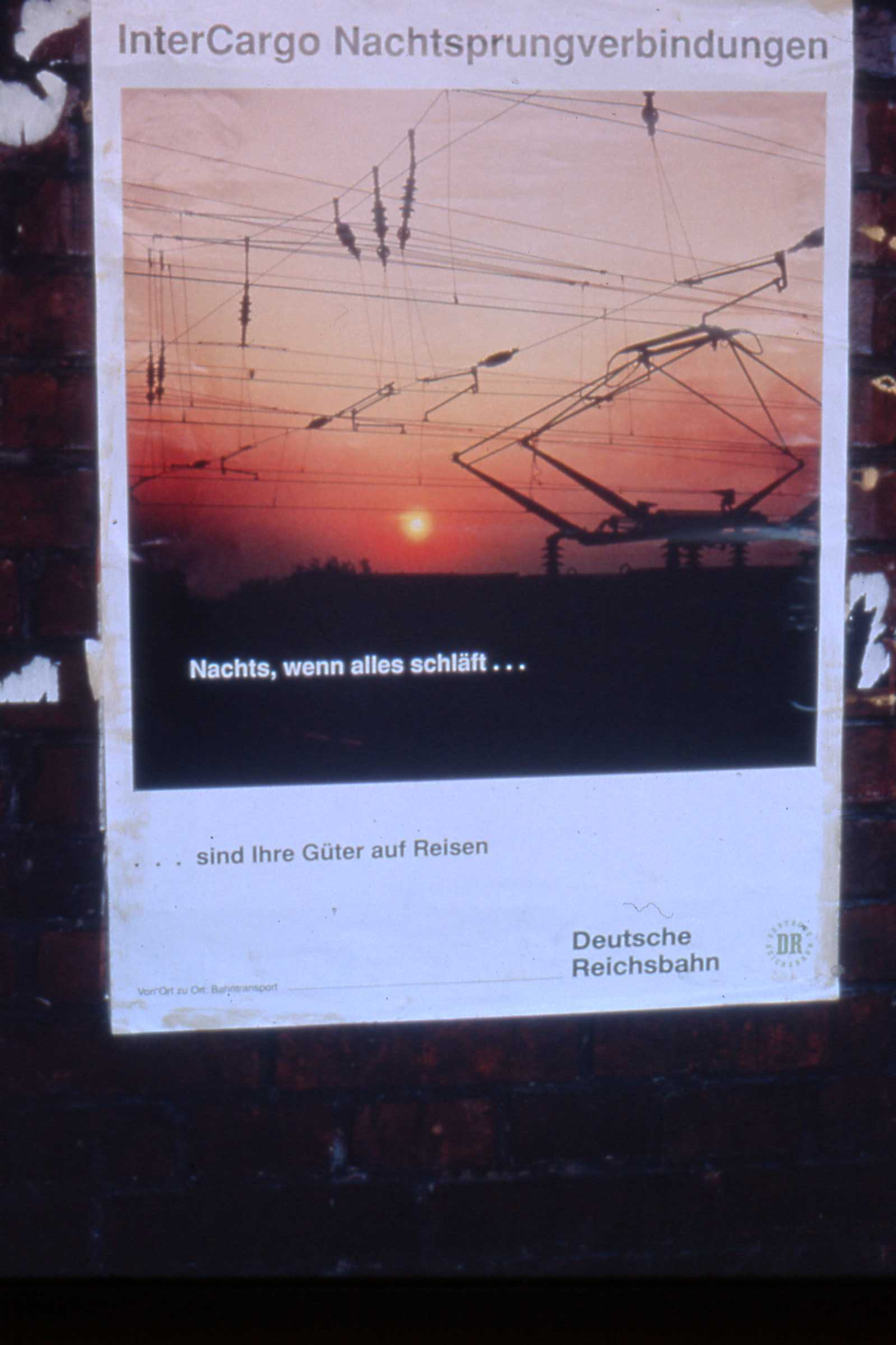
Werbung für InterCargo (1991)

Als InterCargo bezeichneten Deutsche Bundesbahn und Deutsche Bahn ab etwa 1984 eine Gattung von hochwertigen Güterzügen.
Die für Expressgut konzipierten Züge genossen zwischen 21 und 5 Uhr Vorrang im Netz.
Im Zuge der Neuordnung der Zuggattungen des DB-Güterverkehrs zum Fahrplanwechsel im Dezember 2005 ist die Gattung entfallen.

## Geschichte
Das InterCargo-Konzept ging aus der ungünstigen Position der Bundesbahn im Güterverkehr hervor. Nach eigenen Angaben war der Marktanteil der DB an beförderten Gütern von 53 Prozent (1960) auf 30 Prozent (1983) gefallen. Die größten Verluste hatte die Staatsbahn dabei im Bereich von hochwertigen Gütern, Lebensmittel und Halbfertigwaren erlitten.
Im Mai 1983 wurde zunächst eine Projektstudie erarbeitet und später die Einführung des Systems zum Jahresfahrplan 1984/85 beschlossen. Konzipiert wurde ein System von zuverlässigen, nächtlichen Direktverbindungen zwischen elf Wirtschaftszentren mit hohem Verkehrsaufkommen. Der Entfernungsbereich lag bei jeweils über 200 km. Die sollten bis 16 Uhr abgeholt und am Folgetag garantiert um 8 Uhr (in Einzelfällen 9 Uhr) bereitgestellt werden. Die ICG-Züge genossen dabei zwischen 21:00 und 5:00 Uhr Vorrang vor allen anderen Zügen (außer IC-Zügen des Personenverkehrs). Bei einer Höchstgeschwindigkeit von 100 km/h sollte eine Reisegeschwindigkeit von 80 km/h erreicht werden. Die Zugauslastung mit 100 Achsen sollte 1.500 Tonnen erreichen.
Das Konzept wurde am 4. Juni 1984 vorgestellt. Dabei wurden die ersten Züge im Rahmen besonderer Eröffnungsveranstaltungen auf die Reise geschickt. Alle Vorstandsmitglieder der DB sowie verschiedene Vertreter von Wirtschaft und Politik waren vertreten. Ab diesem Tag verkehrten täglich 88 ICG-Züge mit einer durchschnittlichen Reisegeschwindigkeit von 73,4 km/h. Im ersten Betriebsjahr wurde nach Bahnangaben ein Pünktlichkeitsgrad von 95 Prozent erreicht (bei 15 Minuten Toleranz). In den ersten drei Monaten lag die durchschnittliche Auslastung bei 400 Bruttotonnen.
Bis Frühjahr 1985 wurde mehr als eine Million Tonnen Güter im Intercargo-System transportiert.
Mit der Einführung des Fahrplans 1991/1992 zum 2. Juni 1991 wurde das Intercargo-Angebot um den InterCargoExpress ergänzt. Gleichzeitig wurde eine neue ICG-Verbindung auf der Schnellfahrstrecke Hannover–Würzburg geschaffen und 24 ICG-Züge auf die neu eröffnete Hochgeschwindigkeitsstrecke verlegt sowie deren Höchstgeschwindigkeit auf 120 km/h angehoben.